# الکزیت
الکزیت  (به انگلیسی: Ulexite) با فرمول شیمیایی NaCa[B5O6(OH)6]. 5H2O از مجموعه کانی هاست و درآب گرم کمی قابل حل است و دارای لومینسانس سفیدرنگ است. در اثر حرارت ابتدا حجیم شده و سپس سریعاْ ذوب می‌شود و رنگ شعله را زرد می‌نماید. درآب سرد شسته شده و تمیز می‌گردد. کانی مشابه شامل کوله مانیت (Colemanite) است. از نام شیمیدان آلمانی G.L.Ulex گرفته شده‌است. Na2O۷:۷٪  CaO:۱۳٫۸٪  B2O۳:۴۳٪  H2O:۳۵٫۵٪  برای اولین بار در ترکیه (باندیرما) کشف شد و از نظر شکل بلور: پهن و کوتاه - سوزنی شکل، رنگ: بیرنگ - سفید، شفافیت: شفاف، جلا: شیشه‌ای - ابریشمی - رشته ای، رخ: کامل - مطابق باسطح، سیستم تبلور: تری کلینیک و در رده‌بندی بورات است  و منشأ تشکیل آن دریاچه‌های برات دار است.
همایند کانی‌شناسی (پارانژ) آن کوله مانیت- براکس- کوله مانیت- اینیوئیت است.
کاربرد آن: صنایع شیمیائی - اغلب به صورت سنگ قیمتی (جواهر)، از نظر ژیزمان به‌طور نادر به صورت بلور- تجمع رشته‌ای - شعاعی تقریباََ کمیاب است و بیشتر در آمریکا، پرو، آرژانتین، روسیه، ترکیه و ایتالیا یافت می‌شود.

## منبع
- پردیس کشاورزی ایران